# لیلیان (رمان)
لیلیان: رستاخیزِ دختر (انگلیسی: Liliane: Resurrection of The Daughter) رمانی نوشته نتوزاک شانگ است که در ابتدا توسط سینت مارتین در سال ۱۹۹۴ منتشر شد.